# Richard Foronjy
Richard Edward Foronjy (* 3. August 1937 in Brooklyn, New York City, New York; † 19. Mai 2024 in Fishkill, New York) war ein US-amerikanischer Schauspieler mit einer dreißig Jahre umfassenden Karriere.

## Leben
Foronjy war der Sohn von Grazia Mary Salerno und Shucri „Charles“ Foronjy und wuchs im Stadtteil Brooklyn von New York City auf.
Bevor er Schauspieler wurde, hatte Foronjy ein umfangreiches Strafregister, darunter bewaffneter Raubüberfall, und saß achteinhalb Jahre in den New Yorker Staatsgefängnissen Sing Sing und Attica ein. Im Alter von 32 Jahren wurde er entlassen und begann Schauspielunterricht zu nehmen. Zeitweise arbeitete er als Fleischer, um sich seinen Lebensunterhalt zu finanzieren.
Foronjy starb im Mai 2024 im Alter von 86 Jahren und wurde von seinen Brüdern Charles, Frank und William, seinen Söhnen Charles jr. und Richard, seinen Töchtern Susan und Christine sowie 17 Enkeln und zahlreichen Urenkeln überlebt. Seine Asche wurde seiner Partnerin Wendy Odell Chiaro übergeben.

## Karriere
Foronjy hatte eine erste Rolle vor der Kamera als Corsaro im Film Serpico, die er in der gleichnamigen Fernsehserie wiederaufleben ließ.
Bekannt wurde er 1988 durch die Rolle des Gangsters Tony Darvo in Midnight Run – Fünf Tage bis Mitternacht und als Peter Amadesso in Carlito’s Way aus dem Jahr 1993. Er spielte auch eine der Hauptrollen, Detective Joe Marinaro, in Sidney Lumets Prince of the City, von dem er mehrfach besetzt wurde.
In Repo Man spielte Foronjy den „Rent-a-Cop“ Arnold Plettschner an der Seite von Harry Dean Stanton. Aus dem Film stammt das Filmzitat: „You’re fuckin’ right, I’m Plettschner! Arnold Plettschner! Dreimal ausgezeichnet in zwei Weltkriegen! Ich habe schon Leute umgebracht, als du noch in den Eiern deines Vaters herumgeschwommen bist! Du kleiner Dreckskerl! Ich habe fünf Jahre in einem Schlachthof gearbeitet und zehn Jahre als Gefängniswärter in Attica!“
Einen letzten Auftritt vor der Kamera hatte er 2003 in dem Video Hot Parts und 2007 war er in seiner Rolle als Joe Marinaro in der Dokumentation Prince of the City: The Real Story zu sehen. Am 8. Oktober 2020 veröffentlichte er unter dem Pseudonym Richie Salerno seine Memoiren: From the Mob to the Movies: How I Escaped the Mafia and Landed in Hollywood.

## Deutsche Synchronstimmen
Im deutschen Sprachraum wurde Foronjy unter anderem von Friedrich Georg Beckhaus, Lothar Blumhagen, Jens-Uwe Bogadtke, Hans-Werner Bussinger, Michael Chevalier, Wolfgang Draeger, Helmut Gauß, Michael Habeck, Andreas Hanft, Roland Hemmo, Alexander Herzog, Wolfgang Hess, Gert Günther Hoffmann, Rolf Jülich, Claus Jurichs, Fred Klaus, Karl-Heinz Krolzyk, Norbert Langer, Arnold Marquis, Andreas von der Meden, Harald Pages, Klaus Piontek, Eberhard Prüter, Axel Scholtz, Rolf Schult, Karl Schulz, Manfred Schuster, Karl Sturm, Hans Teuscher, Peter Thom, Hans-Jürgen Wolf und Harry Wüstenhagen synchronisiert.

## Filmografie (Auswahl)

### Film
- 1973: Serpico
- 1974: Spieler ohne Skrupel
- 1976: Shark Kill (Fernsehfilm)
- 1977: Das Geld liegt auf der Straße
- 1978: Das Recht bin ich
- 1978: Fix-it City (Fernsehfilm)
- 1979: Das Wunder von Pittsburgh
- 1979: Reichtum ist keine Schande
- 1981: Prince of the City – Die Herren der Stadt
- 1981: Fesseln der Macht
- 1981: Bis zum letzten Schuß
- 1984: Repo Man
- 1984: Young Lust
- 1984: His & Hers (Fernsehfilm)
- 1984: Es war einmal in Amerika
- 1984: City Heat – Der Bulle und der Schnüffler
- 1985: Nacht der Vergeltung (Fernsehfilm)
- 1986: Heiße Geschäfte
- 1986: The Check Is in the Mail…
- 1986: Der Morgen danach
- 1987: The Galucci Brothers
- 1988: Midnight Run – Fünf Tage bis Mitternacht
- 1989: Ghostbusters II
- 1990: Neugier tötet (Fernsehfilm)
- 1991: Oscar – Vom Regen in die Traufe
- 1992: Fatal Instinct
- 1992: Der Reporter
- 1993: Da Vinci’s war – In den Fängen der CIA
- 1993: Carlito’s Way
- 1995: (K)ein Vater gesucht (Man of the House)
- 1997: Dumb Luck in Vegas
- 1998: Recoil – Tödliche Vergeltung
- 1998: So gut wie tot
- 1998: Steel Train
- 2001: Der Pate von New York (Fernsehfilm)
- 2003: Hot Parts (Video)

### Fernsehen
- 1975: The Bob Newhart Show
- 1975: Police Story – Immer im Einsatz
- 1975: California Cops – Neu im Einsatz
- 1975: That’s My Mama
- 1975: Harry-O
- 1975: Bumpers Revier
- 1975–1978: Kojak – Einsatz in Manhattan
- 1976: Baretta
- 1976: Phyllis
- 1976: Wonderbug
- 1976: Starsky & Hutch
- 1976: M*A*S*H
- 1976: Drei Engel für Charlie
- 1976: The Krofft Supershow
- 1976–1977: Serpico
- 1977: Rhoda
- 1977: Die Straßen von San Francisco
- 1977: Mary Hartman, Mary Hartman
- 1978: Taxi
- 1979: Hart aber herzlich
- 1979: Angie
- 1979: Die liebestollen Stewardessen
- 1981: The Two of Us
- 1981: The Gangster Chronicles (Miniserie)
- 1982: Polizeirevier Hill Street
- 1982: Shannon
- 1984: Cagney & Lacey
- 1985: Die Jeffersons
- 1985: Silver Spoons
- 1985: Alfred Hitchcock zeigt
- 1985: Die Spezialisten unterwegs
- 1985: Hunter
- 1987: Wer ist hier der Boss?
- 1987–1990: Amen
- 1989: Murphy’s Law
- 1990: Equal Justice
- 1990: Capital News
- 1991: Get a Life
- 1994–1995: Unter Verdacht – Der korrupte Polizist
- 1997: Big Easy – Straßen zur Sünde
- 1998: Michael Hayes – Für Recht und Gerechtigkeit
- 1999: Love Boat: The Next Wave
- 2001: Highway to Hell – 18 Räder aus Stahl